# 송주은
송주은(宋周殷, 1994년 3월 25일 ~ )은 전 KBO 리그 롯데 자이언츠의 투수이다.

## 롯데 자이언츠시절
2013년에 입단하였다.

## 상무 야구단시절
2014년 시즌 후에 입단하였다.

## 롯데 자이언츠복귀 이후
2016년에 복귀하였다. 그러나 성적이 매우 나빠짐에 따라 2019년 시즌을 끝으로 방출하였다. 다만 이후의 행적은 뚜렷한 소식이 전혀 없던 것으로 나왔으나, 얼마 못가 자신의 SNS인 인스타그램을 통해 족발집을 운영하고 있는 것으로 나왔다.

## 등번호
상무 피닉스 복무 시절을 제외하면 60, 95번을 주로 사용하였다.

## 출신 학교
- 양정초등학교
- 대천중학교
- 부산고등학교

## 참조
1. ↑  한국야구위원회, 2013 가이드북